# Eustixia dichocrosialis
Eustixia dichocrosialis är en fjärilsart som beskrevs av George Francis Hampson 1899. Eustixia dichocrosialis ingår i släktet Eustixia och familjen Crambidae. Inga underarter finns listade i Catalogue of Life.